# Козовский, Григорий Абрамович
Григорий Абрамович Козовский (19 декабря 1940, Гомель — 4 июня 2018) — советский и белорусский тренер по греко-римской борьбе, заслуженный тренер СССР и БССР.

## Биография
Родился в 1940 году в Гомеле. Первый тренер Юлий Ефимович Идельчик. Окончил Гомельский государственный университет. Мастер спорта. Входил в состав сборной БССР, тренер Михаил Мирский. Выступал на соревнованиях до 1975 года, параллельно работая тренером.  Тренировал заслуженных мастеров спорта: Леонида Либермана, Владимира Копытова, Вячеслава Макаренко. Сын, Александр Козовский, трехкратный призер чемпионатов СССР (1982, 1983, 1984). С 2000 по 2012 год старший тренер сборной команды Литвы по греко-римской борьбе. С 2012 года куратор развития борьбы в Брестской области. С 2018 года в Гомеле проводится юношеский турнир по греко-римской борьбе памяти Григория Козовского.

## Известные ученики
- Леонид Либерман — заслуженный мастер спорта СССР (1973), чемпион мира (1973), чемпион Универсиады (1973), заслуженный тренер Республики Беларусь (1994).
- Владимир Нечаев — мастер спорта СССР международного класса (1972), призёр чемпионатов СССР (1971, 1973, 1979), серебряный призёр чемпионата Европы(1975).
- Александр Козовский — мастер спорта СССР международного класса (1983), призёр чемпионатов СССР (1982, 1983, 1984).
- Владимир Копытов — заслуженный мастер спорта Республики Беларусь (2000), призёр чемпионатов Европы (1994, 1995, 1996, 1998) и мира (1999).
- Вячеслав Макаренко — заслуженный мастер спорта Республики Беларусь (2004), чемпион Европы (2000), бронзовый призёр Олимпийских игр (2004),
- Миндаугас Мизгайтис — серебряный призёр Олимпийских игр (2008), бронзовый призёр чемпионата Европы (2010)
- Александр Казакевич — бронзовый призёр Олимпийских игр (2012), бронзовый призёр чемпионата Европы (2012)

## Награды и звания
- заслуженный тренер БССР (1971),
- заслуженный тренер СССР (1990),
- заслуженный тренер Литвы (2007).